# (2514) Taiyuan
(2514) Taiyuan es un asteroide perteneciente al cinturón de asteroides, descubierto el 8 de octubre de 1964 por el equipo del Observatorio de la Montaña Púrpura desde el Observatorio de la Montaña Púrpura, Nankín (China).

## Designación y nombre
Designado provisionalmente como 1964 TA1. Fue nombrado Taiyuan en homenaje a Taiyuan provincia de la República Popular China.